# М1978 Коксан
М1978 «Коксан» (кор. 곡산포; рус. Чучхе-по) — северокорейская 170-мм/180-мм самоходная артиллерийская установка (САУ) класса самоходных пушек.

## Описание
Информация о машине крайне скудна. Известно, что она представляет собой произведённое (и, предположительно, разработанное) в КНДР 170-мм орудие, установленное в башне открытого типа на шасси танка Т-54, Т-62 или Тип 59. В издании KPA Journal высказано предположение, что орудие могло быть разработано на базе конструкций немецких пушек 17 cm Kanone 18, которые могли быть переданы в 1960-е годы Советским Союзом, и трофейных японских 150-мм гаубиц Тип 96. Также известны некоторые тактико-технические характеристики оружия. САУ была впервые публично продемонстрирована на военном параде 1985 года.
Найденный 29 ноября 2008 года американскими морскими пехотинцами образец САУ «Коксан» в Анбарском университете в городе Рамади имел калибр орудия 180 мм и иной дульный тормоз «перечный горшок».

## Модификации
M1989 — модификация, несущая 12 снарядов боезапаса.
M1987 — информация неизвестна.

## Боевое применение
М1978 и M1989 развёрнуты войсками КНДР артиллерийскими полками по 36 машин, преимущественно вдоль корейской демилитаризованной зоны. Как правило, эти орудия расположены в хорошо замаскированных бетонных сооружениях.
Один из подтверждённых случаев боевого применения САУ «Коксан» — ирано-иракская война, в ходе которой КНДР поставляла их Ирану. Орудия успешно применялись против расположенных в глубоком тылу позиций и батарей иракцев. Некоторым количеством подобных орудий располагал и Ирак.
Возможно, применялись при обстреле острова Ёнпхёндо.

### Россия
Принимают участие в боевых действиях во время российского вторжения в Украину. Первым случаем уничтожения с видеоподтверждением стала САУ «Коксан», уничтоженная Силами беспилотных систем Украины в феврале 2025 года в Луганской области.

## Тактико-технические характеристики
Скорострельность: 1—2 выстрела/5 минут.

## Операторы
- КНДР — неизвестное количество М1978 и М1989, по состоянию на 2018 год[5].
- Иран — 30 М1987, по состоянию на 2018 год[6].
- Россия — 120 единиц М1989 и 120 единиц М1991 в январе 2025 года, согласно заявлению главы ГУР Украины Кирилла Буданова[7]. В апреле южнокорейская разведка сообщила примерно о двух сотнях М1978, поставленных в Россию[8].

## Служба
Самоходные пушки «Коксан» состояли на вооружении следующих формирований:
1. В/ч № н/д. 73-я артиллерийская бригада: неизвестное число единиц М1978 Коксан по состоянию на 2025 год[9]

## Фотогалерея

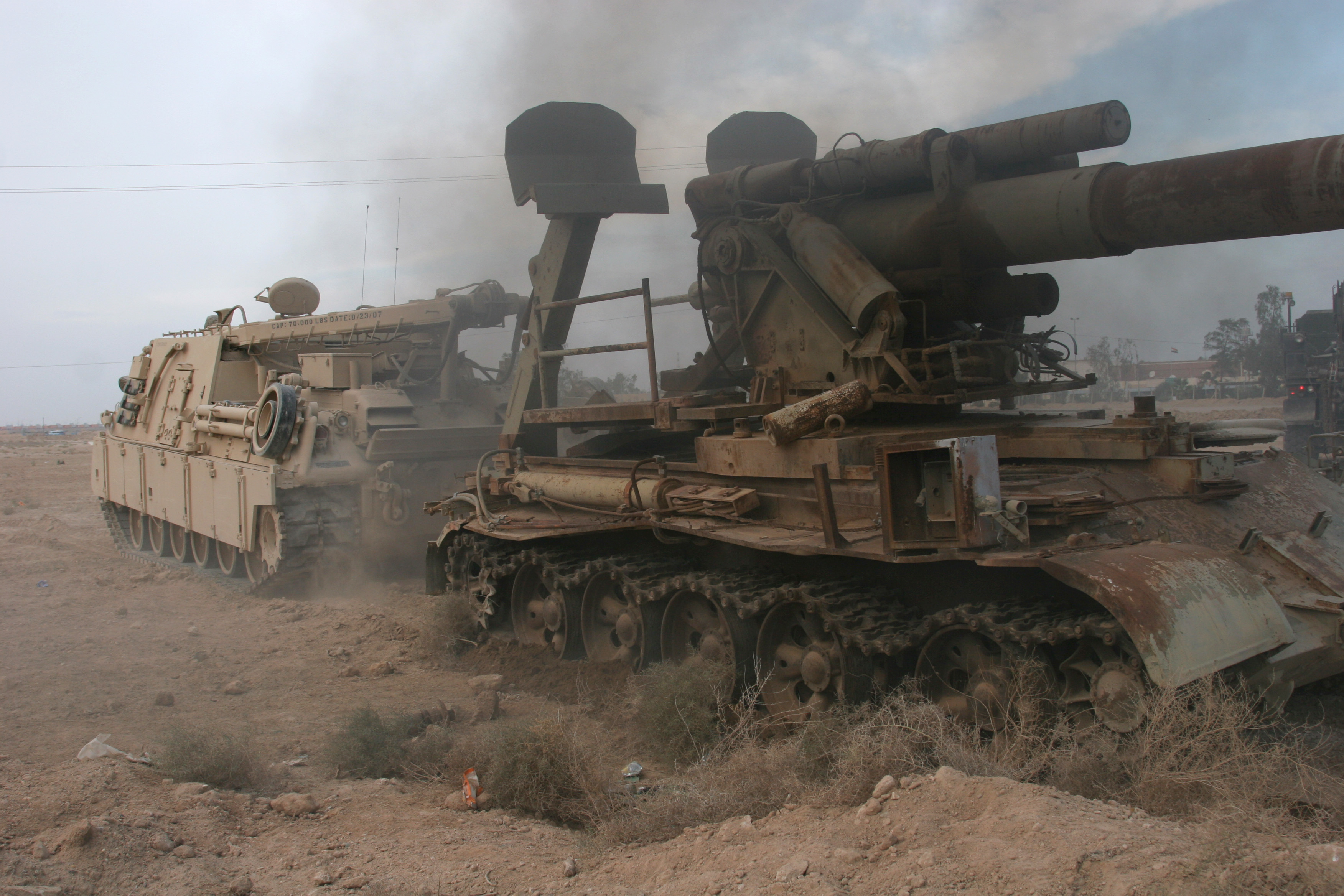
САУ «Коксан», буксируемая БРЭМ M88
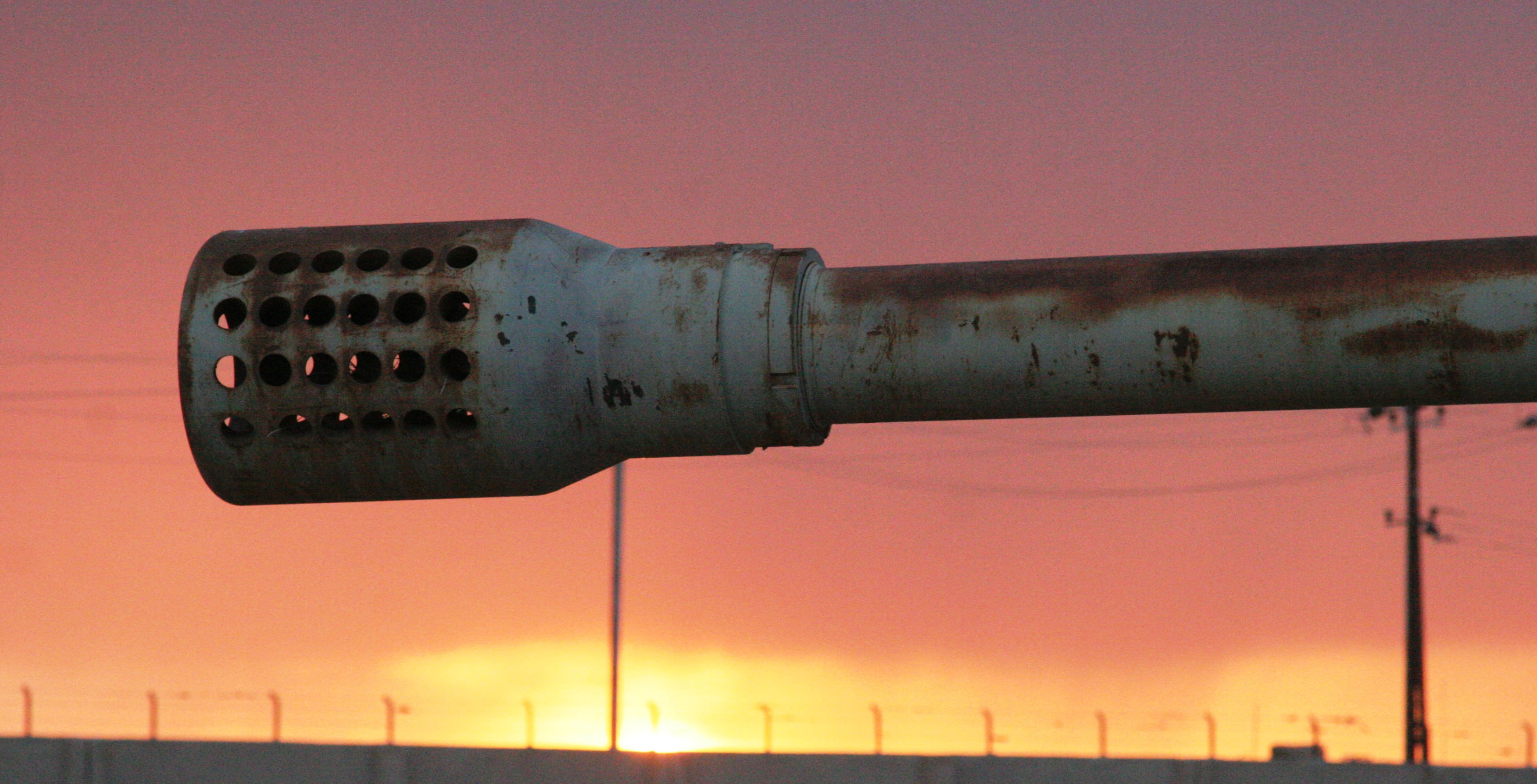
Дульный тормоз орудия крупным планом
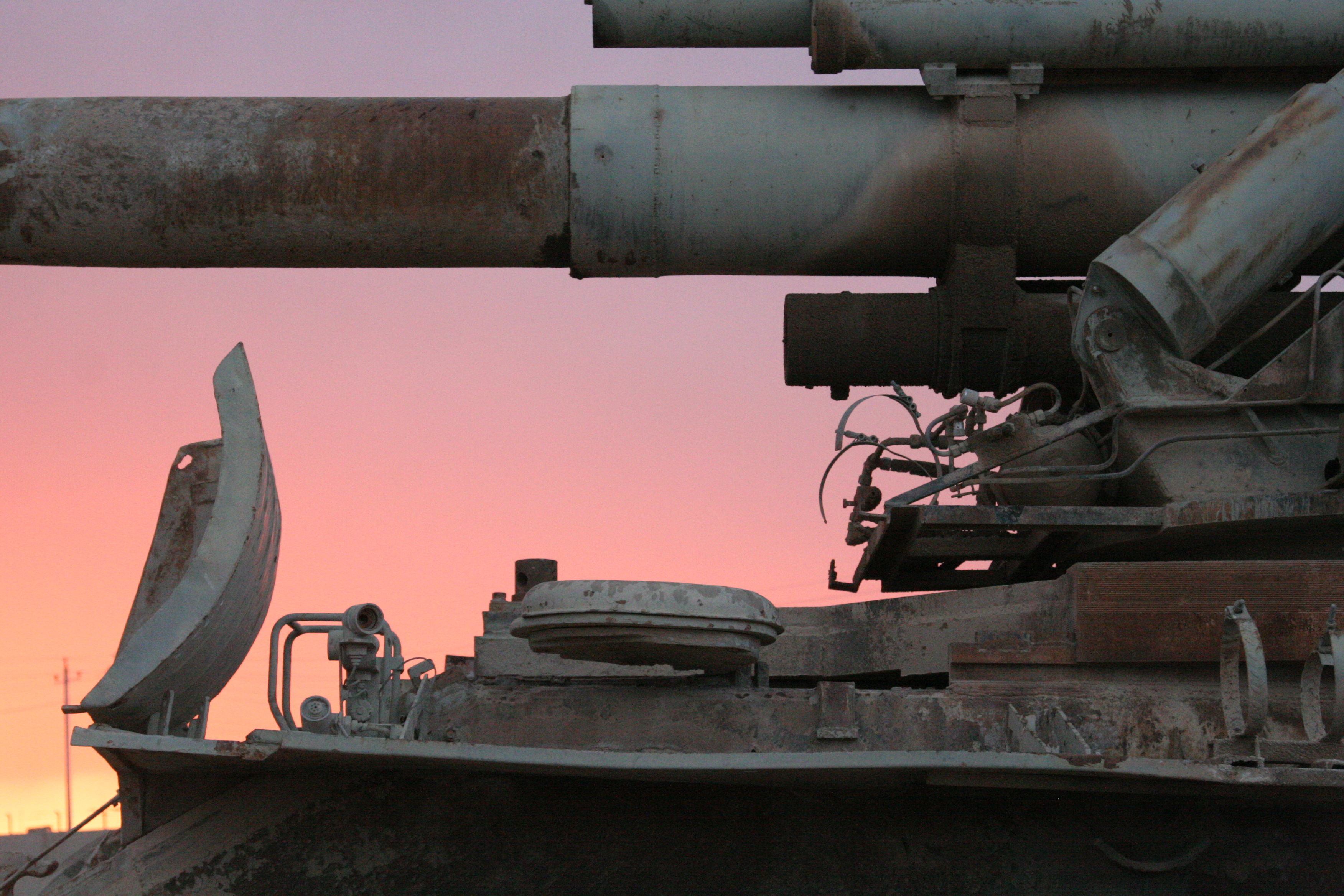
Крупный план
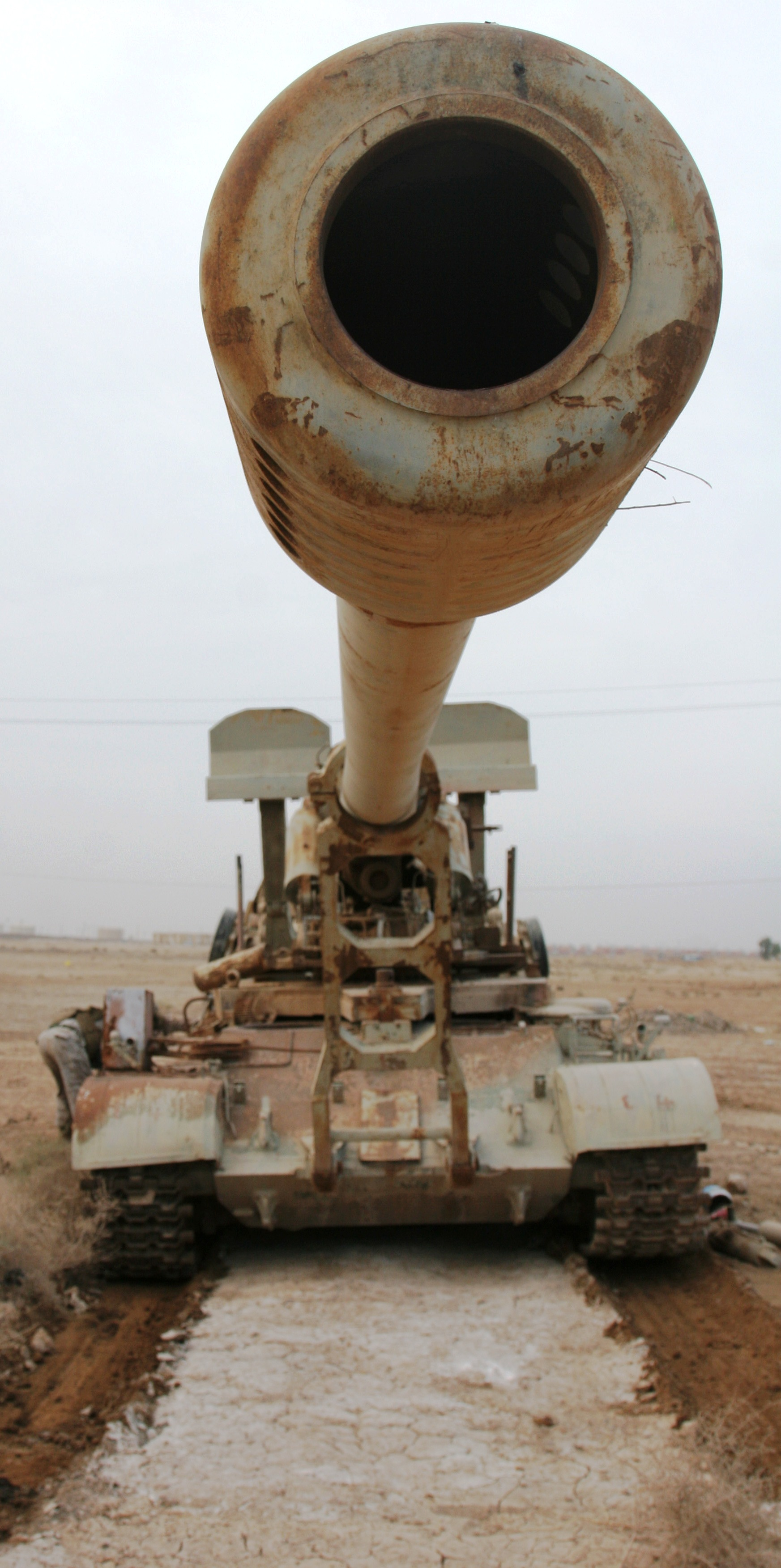
Вид спереди
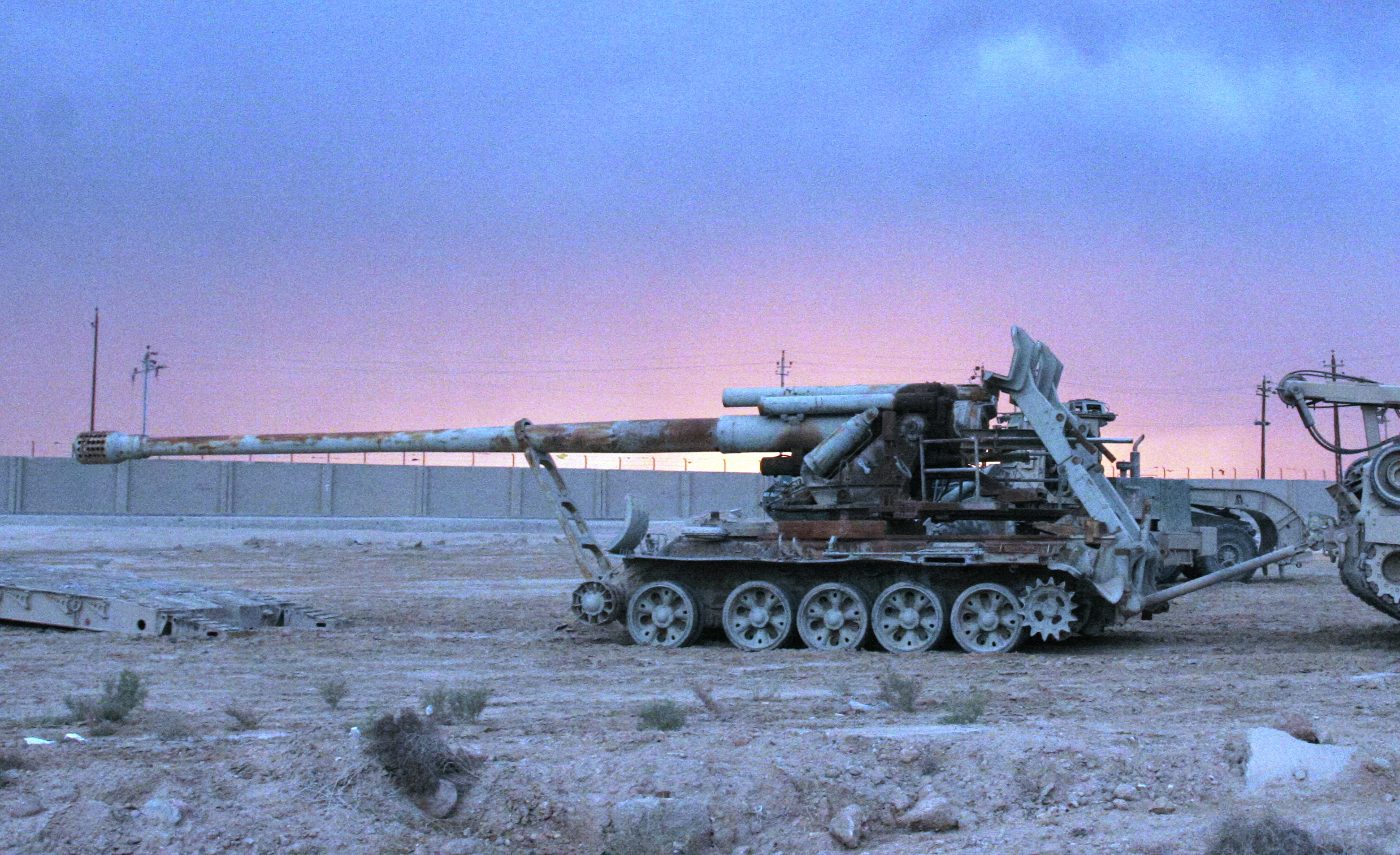
180-мм вариант САУ обнаруженный силами США в Анбарском университете в Рамади

## Аналоги
- M107
- 2С7